# Astragalus allochrous
Astragalus allochrous är en ärtväxtart som beskrevs av Asa Gray. Astragalus allochrous ingår i släktet vedlar, och familjen ärtväxter.

## Underarter
Arten delas in i följande underarter:
- A. a. allochrous
- A. a. playanus